# Chorebus verticalis
Chorebus verticalis är en stekelart som beskrevs av Vladimir Ivanovich Tobias 1986. Chorebus verticalis ingår i släktet Chorebus och familjen bracksteklar. Inga underarter finns listade i Catalogue of Life.